# Saint-Dominique-du-Rosaire
Cet article possède un paronyme, voir Saint-Dominique.
Saint-Dominique-du-Rosaire est une municipalité de la province de Québec (Canada), dans la municipalité régionale de comté (MRC) d'Abitibi de la région administrative d'Abitibi-Témiscamingue.

## Toponymie
Elle est nommée en l'honneur de saint Dominique de Guzman, connu pour sa dévotion envers la Vierge du Rosaire.

## Histoire
- 1er janvier 1978 : Fondation de la municipalité de Saint-Dominique-du-Rosaire.

## Démographie
| 1991 | 1996 | 2001 | 2006 | 2011 | 2016 | 2021 |
| ---- | ---- | ---- | ---- | ---- | ---- | ---- |
| 479  | 457  | 466  | 447  | 434  | 450  | 434  |

## Administration
Les élections municipales se font en bloc pour le maire et les six conseillers.
| Saint-Dominique-du-Rosaire Maires depuis 2001                                                                        |                   |         |          |
| Élection | Maire             | Qualité | Résultat |
| 2001 | Maurice Godbout   |         | Voir     |
| 2005 | Maurice Godbout   | Voir    |          |
| 2009 | Maurice Godbout   | Voir    |          |
| 2013 | Maurice Godbout   | Voir    |          |
| 2017 | Christian Legault |         | Voir     |
| 2021 | Christian Legault | Voir    |          |
| Élection partielle en italique Depuis 2005, les élections sont simultanées dans toutes les municipalités québécoises |                   |         |          |